# Cradoscrupocellaria
Cradoscrupocellaria is een geslacht van mosdiertjes uit de  familie van de Candidae. De wetenschappelijke naam ervan is in 1996 voor het eerst geldig gepubliceerd door Vieira, Spencer Jones & Winston.

## Soorten
- Cradoscrupocellaria aegyptiana Vieira, Spencer Jones & Winston, 2013
- Cradoscrupocellaria arisaigensis Vieira, Spencer Jones & Winston, 2013
- Cradoscrupocellaria atlantica Vieira, Spencer Jones & Winston, 2013
- Cradoscrupocellaria bertholletii (Audouin, 1826)
- Cradoscrupocellaria calypso Vieira, Spencer Jones & Winston, 2013
- Cradoscrupocellaria curacaoensis (Fransen, 1986)
- Cradoscrupocellaria ellisii (Vieira & Spencer Jones, 2012)
- Cradoscrupocellaria floridana Vieira, Spencer Jones & Winston, 2013
- Cradoscrupocellaria galapagensis Vieira, Spencer Jones & Winston, 2013
- Cradoscrupocellaria gautieri Vieira, Spencer Jones & Winston, 2013
- Cradoscrupocellaria gorgonensis Vieira, Spencer Jones & Winston, 2013
- Cradoscrupocellaria hastingsae Vieira, Spencer Jones & Winston, 2013
- Cradoscrupocellaria hirsuta (Jullien, 1903)
- Cradoscrupocellaria insularis Vieira, Spencer Jones & Winston, 2013
- Cradoscrupocellaria jamaicensis Vieira, Spencer Jones & Winston, 2013
- Cradoscrupocellaria lagaaiji Vieira, Spencer Jones & Winston, 2013
- Cradoscrupocellaria macrorhyncha (Gautier, 1962)
- Cradoscrupocellaria macrorhynchoides Vieira, Spencer Jones & Winston, 2013
- Cradoscrupocellaria makua Vieira, Spencer Jones & Winston, 2013
- Cradoscrupocellaria marcusorum Vieira, Spencer Jones & Winston, 2013
- Cradoscrupocellaria nanshaensis (Liu, 1991)
- Cradoscrupocellaria normani Vieira, Spencer Jones & Winston, 2013
- Cradoscrupocellaria odonoghuei Vieira, Spencer Jones & Winston, 2013
- Cradoscrupocellaria osburni Vieira, Spencer Jones & Winston, 2013
- Cradoscrupocellaria reptans (Linnaeus, 1758)
- Cradoscrupocellaria serrata (Waters, 1909)
- Cradoscrupocellaria tenuirostris (Osburn, 1950)